# Престиж
Престиж (енгл. The Prestige) је америчко-британски психолошки трилер из 2006. године, у режији Кристофера Нолана, који је и написао сценарио заједно са својим братом Џонатаном, према истоименом роману Кристофера Приста. Радња прати Роберта Анжијера и Алфреда Бордена, супарничке сценске мађионичаре у Лондону крајем 19. века. Опседнути стварањем најбоље сценске илузије, они се такмиче у надметању, са фаталним резултатима.
Главне улоге тумаче Хју Џекман као Роберт Анжијер и Кристијан Бејл као Алфред Борден. Остале улоге тумаче Мајкл Кејн, Скарлет Џохансон, Пајпер Перабо, Енди Серкис, Ребека Хол и Дејвид Боуи као Никола Тесла. Филм је поново окупио Нолана, Бејла и Кејна, који су претходно радили на филму Бетмен почиње (2005), као и сниматеља Волија Пфистера, дизајнера продукције Нејтана Кроулија и монтажера Лија Смита.
Филм је реализован 20. октобра 2006. године и добио је позитивне критике, али је остварио умерену зараду од 109 милиона долара широм света. Био је номинован за награду Оскар у категоријама за најбољу фотографију и најбољу сценографију.

## Радња
1890-их у Лондону, Алфред Борден и Роберт Анжијер су двојица помоћника мађионичара Милтона за којег ради и инжењер Катер. Током трика са резервоаром за воду, Анжијерова супруга Џулија се утапа током неуспелог покушаја бекства, а Анжијер сумња да јој је Борден свезао руке новим чвором какав му је она пре тога предложила. Тај чвор је био компликованији од оног на којег је она навикла. На сахрани, Борден разбесни Анжијера рекавши да се не сећа какав је чвор свезао.
Њих двојица почињу властите каријере као мађионичари; Борден постаје „Професор” и унајмљује помоћника званог Фалон, док Анжијер наступа као „Велики Дантон” са Катером и помоћницом Оливијом. Током мање тачке, Борден упознаје Сару; њих се двоје венчају и добијају ћерку Џес. Сара се осећа неугодно због Бордена и његове промењиве нарави; почиње да тврди да зна кад је он воли, а кад не. Током Борденова трика хватања метка, прерушени Анжијер поновно тражи да му Борден каже који је чвор свезао. Борден и Фалон убрзо схватају како ће Анжијер упуцати Бордена правим метком. Фалон се у последњем тренутку умеша и метак Бордену однесе два прста. Прерушени Борден касније саботира Анжијера у извођењу трика нестајуће птице чиме оштећује Анжијерову репутацију.
Борден убрзо задивљује публику „Транспортованим човеком”, триком у којем баца лоптицу преко позорнице пре него што уђе на једна врата и у истом тренутку се појављује на другим вратима са друге стране позорнице како би ухватио лоптицу. Нова илузија задивљује Анжијера и Оливију. Опседнут тиме да надмаши Бордена, Анжијер ангажује двојника и краде Борденов трик, са мањом променом. Двојник ужива у аплаузу гомиле док Анжијер то може само да слуша испод позорнице. Несрећан због тога што двојник на крају покупи сву славу и опседнут откривањем тајне Борденове верзије телепортације, Анжијер шаље Оливију да украде Борденове тајне. Иако Оливија доноси Анжијеру Борденов шифровани дневник, она се заљубљује у Бордена и превари Анжијера, откривши Бордену у исти мах како да саботира Анжијеров трик. Осим што га је саботирао, Борден склања потпору за доскок испод позорнице обогаљивши тако Анжијерову леву ногу. Kако би узвратили ударац, Анжијер и Катер отимају Фалона и живог га закопавају у сандуку. Откривају Бордену његову локацију након што су од њега добили кључ за његову илузију. Прије него што је пошао да откопа Фалона док још има ваздуха, Борден је дао Анжијеру једну реч, „ТЕСЛА” и открио му да то није само кључ за шифровани дневник (који је Оливија донела Анжијеру) него и кључ илузије.
Анжијер отпутује у Колорадо Спрингс како би упознао Николу Теслу и сазнао тајну Борденовог трика. Тесла израђује машину за телепортацију који подсећа на магнетски трансмитер, али уређај не функционише. Анжијер из Борденовог дневника схвата како је преварен. Осетивши се превареним, враћа се у Теслину лабораторију, али открива да машина ствара и телепортује дупликат било чега што се у њега стави. Теслино ривалство са Томасом Едисоном присили Теслу да напусти Колорадо Спрингс убрзо након тога, али оставља Анжијеру побољшану верзију машине. У писму га ипак упозорава да је уништи.
Сарин брак са Борденом узима свој данак будући да она почиње да пије. Борденова тешка нарав и сумња у ванбрачну везу између њега и Оливије наведу Сару да се обеси. Анжијер се враћа у Лондон како би извео коначних 100 наступа своје нове тачке, „Прави Транспортовани човек”. Он инсистира да Катер током ових наступа остане испред позорнице и да само слепи помоћници раде иза кулиса. У новој илузији, Анжијер нестаје у снажном електричном бљеску и истог се тренутка појављује 50 метара од позорнице на балкону. Борден се збуни, али примети отвор у позорници. Након представе једне ноћи, Фалон почне да прати Анжијерове помоћнике. Они преносе велики скривени водени резервоар преко целог града у напуштену зграду. Борден поновно оде на Анжијерову тачку. Пробија се иза позорнице и угледа закључани водени резервоар са Анжијером који се унутра утапа. Борден покушава да га спаси, али Анжијер се угуши.
Катер ухвати Бордена којег осуђују за убиство и пошаљу га на вешање. Његова ћерка Џес ће постати државно сироче ако Борден не открије тајну своје илузије извесном лорду Калдлову. Присиљен је да открије тајну, али одбија да каже све ако пре свог смакнућа не види Џес. Kад га лорд Калдлов посети са Џес, Борден схвата да је он Анжијер. Поражен, Борден му даје белешке у којима се налази записана тајна оригиналног Транспортованог човека, али Анжијер их подере и баци без да их је видео. Катер такође упознаје лорда и схвата да је он Анжијер. Катер схвата окрутност Анжијерове опсесије након што угледа како је присвојио Џес. Катер се разбесни на чињеницу да је он индиректно наместио Бордену којег касније обесе.
Катер се придружује Анжијеру у напуштеној згради где су сачувани водени резервоари и помаже му да сакрије машину за телепортацију. Катер одлази с гнушањем, а стиже Борден који упуца Анжијера. Борден открива да су он и „Фалон” заправо били близанци који су живели као индивидуалци, мењајући животе по потреби: један близанац је волео Сару, а други Оливију. За оригинални трик, близанци су се појављивали у пару. Били су тако предани илузији да су ампутирали два прста другог близанца како би био једнак брату; претрпели су и губитак Саре због посвећености илузији. Фалон је био тај кога су заправо обесили. Слично томе, флешбекови откривају Анжијеров метод: сваки пут кад би нестао током своје илузије, заправо би пао у закључани резервоар и утопио се, а машина би створила двојника који би се појавио на балкону и покупио аплауз. У сваком резервоару се налази утопљени дупликат Анжијера, за сваки пут кад би извео трик. Борден одлази, а Анжијер умире и испушта фењер, и ватра почиње да захвата зграду. Борден узима Џес у Катеровој радионици.

## Улоге
| Глумац           | Улога                                         |
| ---------------- | --------------------------------------------- |
| Хју Џекман       | Роберт „Велики Дантон” Анжијер / лорд Калдлов |
| Кристијан Бејл   | Алфред „Професор” Борден / Фалон              |
| Мајкл Кејн       | Џон Катер                                     |
| Скарлет Џохансон | Оливија Венскомб                              |
| Пајпер Перабо    | Џулија Мекалој                                |
| Ребека Хол       | Сара Борден                                   |
| Дејвид Боуи      | Никола Тесла                                  |
| Енди Серкис      | господин Али                                  |